# Penguin Wars
Penguin Wars (ぺんぎんくんWARS?, Penguin-kun Uōzu) è un videogioco arcade prodotto da UPL nel 1985. Convertito per Famicom, FM-7, MSX, NEC PC-8801 e Sharp X1, nel 1990 è stata distribuita da ASCII Corporation la versione per Game Boy, pubblicata in Europa con il nome di King of the Zoo.
Nel 2018 è stato realizzato un remake del titolo per Nintendo Switch, PlayStation 4 e Xbox One.

## Modalità di gioco
In Penguin Wars vi si partecipa a uno sport chiamato "Dojiball" (ドジボール?, dojibōru), un gioco di parole sulla pronuncia giapponese di dodgeball. Nelle edizioni arcade e Famicom del gioco, i cinque animali presenti sono il pinguino, l'orso, il panda, il koala e il castoro, con il pinguino controllato dal giocatore. Nella versione per Game Boy, il giocatore può scegliere uno qualsiasi dei cinque animali, che, oltre al pinguino, sono una mucca, un coniglio, un pipistrello e un ratto. In tutte le versioni, il giocatore gioca contro tutti gli altri animali, i quali si trovano sui lati opposti di un tavolo quadrato con cinque palline su ogni lato. L'obiettivo del gioco è far rotolare quelle palline sul tavolo. Non appena tutte e dieci le palline sono dalla parte di un giocatore, quel giocatore perde la partita. Ogni partita ha anche un limite di tempo di 60 secondi; se viene raggiunto, il giocatore con il minor numero di palline dalla sua parte vince.
Se un giocatore viene colpito da una delle palline, perde i sensi per un certo periodo di tempo. Quindi, si potrebbe anche dire che parte dell'obiettivo del gioco è colpire l'avversario, altrimenti non sarebbe possibile portare tutte e dieci le palline dall'altra parte (l'avversario può semplicemente farle rotolare indietro prima che tutte siano arrivate).
I diversi animali hanno diversi punti di forza e di debolezza che sono un compromesso tra loro. Ad esempio, il ratto è quello che può muoversi a sinistra e a destra più velocemente, ma in cambio può far rotolare le palline solo molto lentamente. La mucca, d'altra parte, è un camminatore molto lento, ma in cambio riprende conoscenza più rapidamente.
Dopo trenta secondi di gioco, un ostacolo simile a una caramella gommosa appare al centro del tavolo che si muove a sinistra e a destra. Nei livelli successivi, diversi tipi di questi ostacoli causano effetti diversi sulla traiettoria delle palline; alcuni le deviano in modo che inizino a rotolare in diagonale, mentre altri semplicemente fanno rimbalzare la pallina dritta indietro.

## Musica
Il brano arrangiato ad 8-bit presente in alcune versioni di Penguin Wars è "Motto Sekkin Shimasho" (もっと接近しましょ?) di Hidemi Ishikawa.

## Accoglienza
In Giappone, la rivista Game Machine elencò Penguin Wars nel numero del 1º agosto 1985 come la quattordicesima unità arcade di maggior successo del mese.